# Dansk Melodi Grand Prix 2014
Dansk Melodi Grand Prix 2014 var den 44. udgave af Dansk Melodi Grand Prix, en årligt tilbagevendende sangkonkurrence afholdt siden 1957 af Danmarks Radio (DR). Konkurrencens formål var at finde den sang, der skulle repræsentere Danmark på hjemmebane ved Eurovision Song Contest 2014 (ESC) i København.
Konkurrencen blev vundet af Basim med sangen "Cliche Love Song".
Basim endte på en 9. Plads ved Eurovision Song Contest.

## Arrangementet
Dansk Melodi Grand Prix 2014 blev afviklet 8. marts 2014 i Arena Fyn i Odense med Louise Wolff og Jacob Riising som værter. Dermed blev konkurrencen afholdt på Fyn for første gang siden 1993.
Showet blev åbnet af sidste års vinder, Emmelie de Forest, mens tre andre tidligere vindere af Dansk Melodi Grand Prix underholdt seerne og publikum i afstemningspausen: Kirsten & Søren, Birthe Kjær og Rollo & King.

## Deltagere
DR havde modtaget 872 sange, da fristen for at indsende bidrag til Dansk Melodi Grand Prix 2014 udløb 7. oktober 2013. Det er det højeste antal bidrag, DR nogensinde har modtaget til Dansk Melodi Grand Prix; hele 131 sange mere end de 741 sange, der blev sendt ind til Dansk Melodi Grand Prix 1988.
Et bedømmelsesudvalg, hvis medlemmer ikke vil blive offentliggjort, har udvalgt seks af de indsendte sange til at deltage i konkurrencen. Derudover har DR ud fra redaktionelle overvejelser inviteret fire udvalgte bidragsydere med på et wildcard: Sonny, Anna David, Nadia Malm og Michael Rune.
| Nr. | Kunstner(e)                        | Sang                   | Komponist og tekstforfatter                                                                                | Note  |
| --- | ---------------------------------- | ---------------------- | --- | ----- |
| 1   | Bryan Rice                         | "I Choose U"           | Bryan Rice, Lars Halvor Jensen, Johannes Jørgensen, Shanna Crooks                                          |       |
| 2   | Rebekka Thornbech                  | "Your Lies"            | Danne Attlerud, Gustav Eurén, Niclas Arn                                                                   | Top 3 |
| 3   | Sonny                              | "Feeling the You"      | Sonny, Frederik Tao Nordsøe Schjoldan, Thomas Lumpkins                                                     |       |
| 4   | Danni Elmo                         | "She's the One"        | Engelina, Kenneth Nicolaisen, Søren Vestergaard, Marcus Linnet                                             |       |
| 5   | Emilie Moldow                      | "Vi finder hjem"       | Engelina, Ole Brodersen, Kasper Larsen, Basim                                                              |       |
| 6   | Glamboy P                          | "Right by Your Side"   | Mathias Kallenberger, Andréas Berlin, Jasmine Anderson                                                     |       |
| 7   | Nadia Malm                         | "Before You Forget Me" | Nadia Malm                                                                                                 |       |
| 8   | Basim                              | "Cliche Love Song"     | Lasse Lindorff, Kim Nowak-Zorde, Daniel Fält, Basim                                                        | Top 3 |
| 9   | Anna David                         | "It Hurts"             | Anna David, Lasse Lindorff, Kim Nowak-Zorde, Jeremy Huffleman, Marli Harwood, Michael Harwood, Nick Keynes |       |
| 10  | Michael Rune feat. Nastacha Bessez | "Wanna Be Loved"       | Lars Halvor Jensen, Martin Larsson, Luke Madden, Lemar Obika                                               | Top 3 |

Bryan Rice og Danni Elmo havde begge deltaget i Dansk Melodi Grand Prix ved tidligere lejligheder; Bryan Rice i 2010, Danni Elmo i 2006 og 2007.

## Afstemning
I første afstemningsrunde stemte seerne og en fagjury på alle 10 sange. De tre sange, der sammenlagt fik flest point, gik videre til anden afstemningsrunde, hvor seerne og fagjuryen endeligt afgjorde, hvilken af de tre sange der vandt. 
Da vinderen skulle findes i anden afstemningsrunde, gav hvert jurymedlem henholdsvis 1, 2 og 3 point til sangene. Tilsammen uddelte de fem jurymedlemmer dermed 30 point, og det samme gjorde seerne. Seernes point blev fordelt proportionelt, således at 50 procent af seernes stemmer svarede til 15 point. Dermed kunne en sang maksimalt opnå 15 point fra fagjuryen og 30 point fra seerne.
Fagjuryen bestod af Jørgen de Mylius, Søs Fenger, Camille Jones, Lars "Chief 1" Pedersen og Mich "Cutfather" Hedin Hansen.
Seernes stemmer og fagjuryens stemmer vægtede hver 50 % i begge afstemningsrunder.

### Superfinale
| Nr. | Kunstner                           | Sang               | Søs Fenger | Chief 1 | Camille Jones | Jørgen de Mylius | Cutfather | Seernes point | Total point | Placering |
| --- | ---------------------------------- | ------------------ | ---------- | ------- | ------------- | ---------------- | --------- | ------------- | ----------- | --------- |
| 2   | Rebekka Thornbech                  | "Your Lies"        | 2          | 2       | 2             | 1                | 1         | 7             | 15          | 3         |
| 8   | Basim                              | "Cliche Love Song" | 3          | 3       | 3             | 3                | 3         | 15            | 30          | 1         |
| 10  | Michael Rune feat. Natascha Bessez | "Wanna Be Loved"   | 1          | 1       | 1             | 2                | 2         | 8             | 15          | 2         |